# Douzet (rivière)
La Douzet est un cours d'eau du département de l'Ardèche, long de 10,230 km, affluent du Doux et sous-affluent du Rhône. 

## Communes et cantons traversés
- Désaignes
- Labatie-d'Andaure
- Saint-Agrève

## Affluents
Le Douzet est notamment alimenté par 2 affluents :
- Ruisseau du Grizard, long de 5 km
- Ruisseau d'Orties, long de 3 km

## Étymologie
Diminutif de Doux, le " petit doux ".